# Lerviks tegelbruk

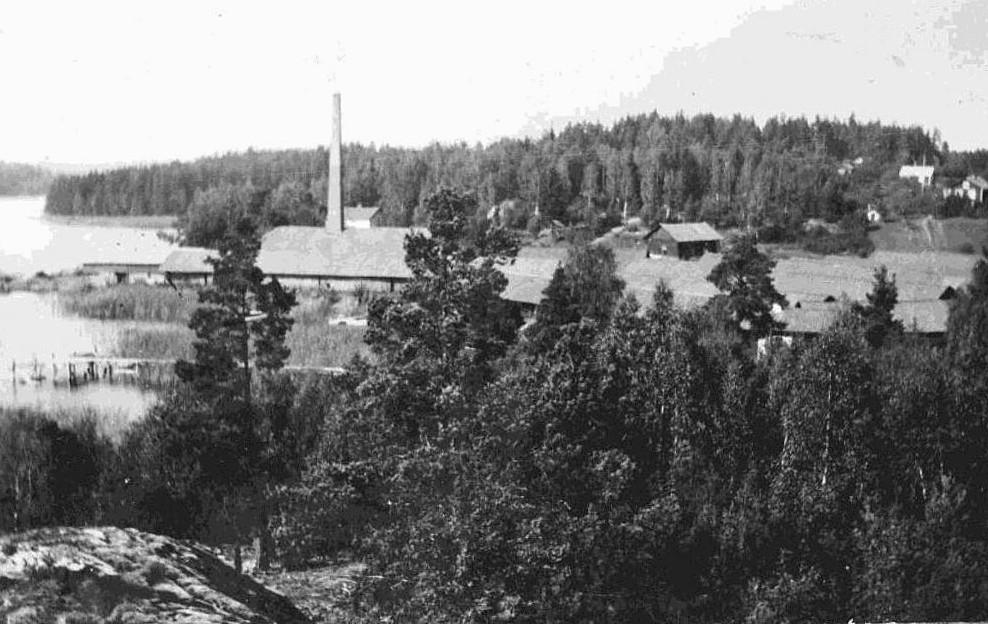
Lerviks tegelbruk före 1935.

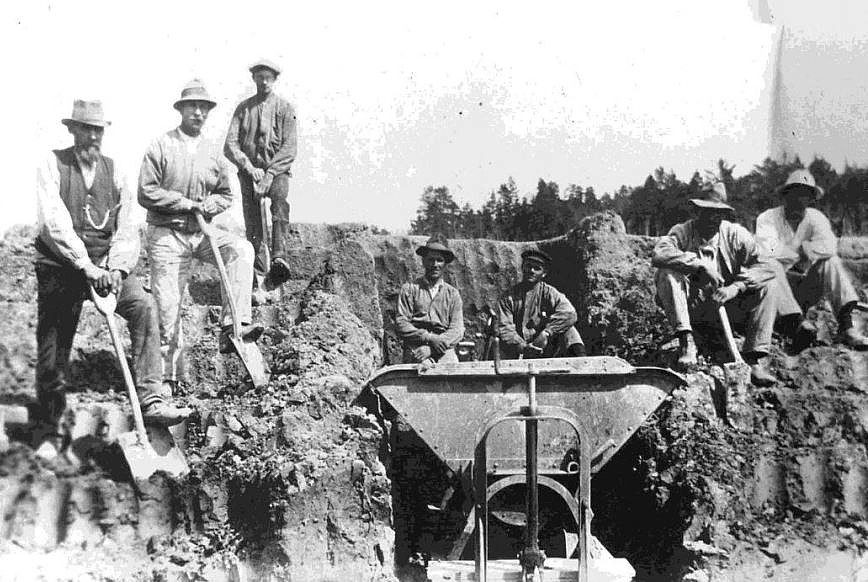
Ett arbetslag med en decauvillevagn i lertäkten vid Lerviks tegelbruk omkring 1925.

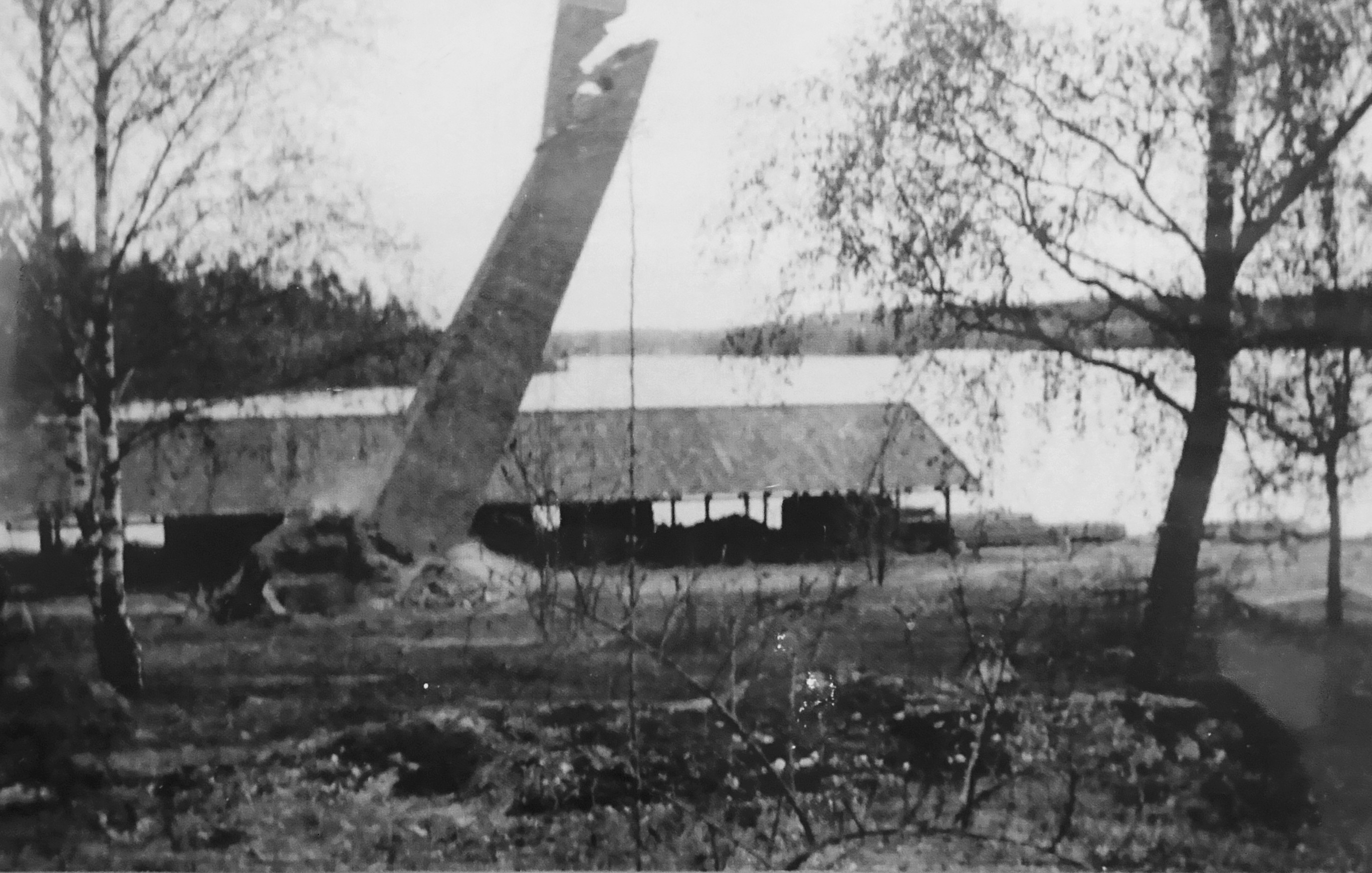
Brukets skorsten sprängs, 1935.

Lerviks tegelbruk var ett tegelbruk beläget vid Mälaren på västra sidan av Enhörnahalvön i nuvarande Södertälje kommun. Bruket existerade mellan 1885 och 1931.

## Bakgrund
På halvön Enhörna låg ett tiotal dokumenterade tegelbruk som har varit i drift från medeltiden ända fram till 1979 då Sundsörs tegelbruk lade ner sin produktion. Brukens blomstringstid rådde från mitten av 1800-talet och en bit in på 1900-talet när efterfrågan av murtegel och andra tegelprodukter var som störst i det växande Stockholm. Tegelbruken var knutna till några gårdar eller arrenderades respektive ägdes av bolaget Mälardalens tegelbruk.

## Bruket
Lerviks tegelbruk låg i samhället Kalvsund vid Mälarens strand och som namnet antyder fanns här lera, en huvudbeståndsdel vid tillverkning av tegelprodukter. Vid fabriken, som var i drift från och med 1885 (enligt en annan källa sedan 1870-talet) producerades huvudsakligen murtegel men även rörtegel och taktegel för stockholmsmarknaden. 
Produktionens omfattning och antal arbetare är okända. För transport av leran förfogade anläggningen över en mindre decauvillejärnväg som drogs av hästar eller tegelarbetare. På ett fotografi från omkring 1925 syns arbetslaget i lertäkten med en decauvillevagn. Från och med 1914 ingick Lerviks tegelbruk i det då nybildade bolaget Mälardalens tegelbruk. Produktionen upphörde 1931 på grund av brist på lera. Byggnaderna stod kvar ett tag till och omkring 1935 sprängdes den höga skorstenen. 

## Området idag
År 1990 kvarstod en oputsad tegelbyggnad (numera riven), som var den ursprungliga arbetarbostaden. Tegelmästarens bostad finns kvar och är idag en privat villa. Grunderna till torkladan och tvättstugan utgjorde fundament till fritidshus. Av bryggan återstår några träpålar i strandkanten och i vattnet påminner stora mängder av tegel om den tidigare verksamheten.

## Nutida bilder

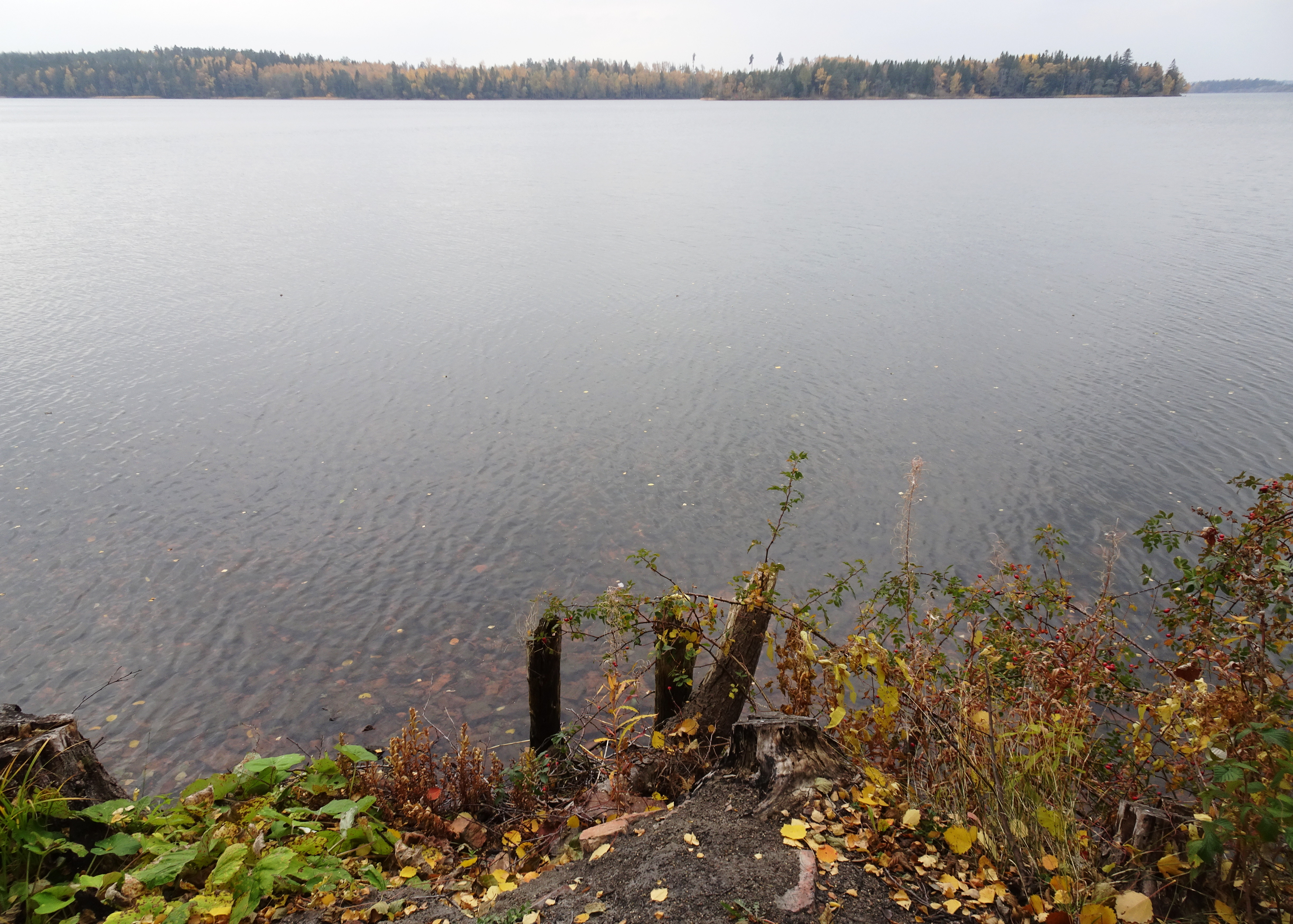
Rester efter brukets brygga
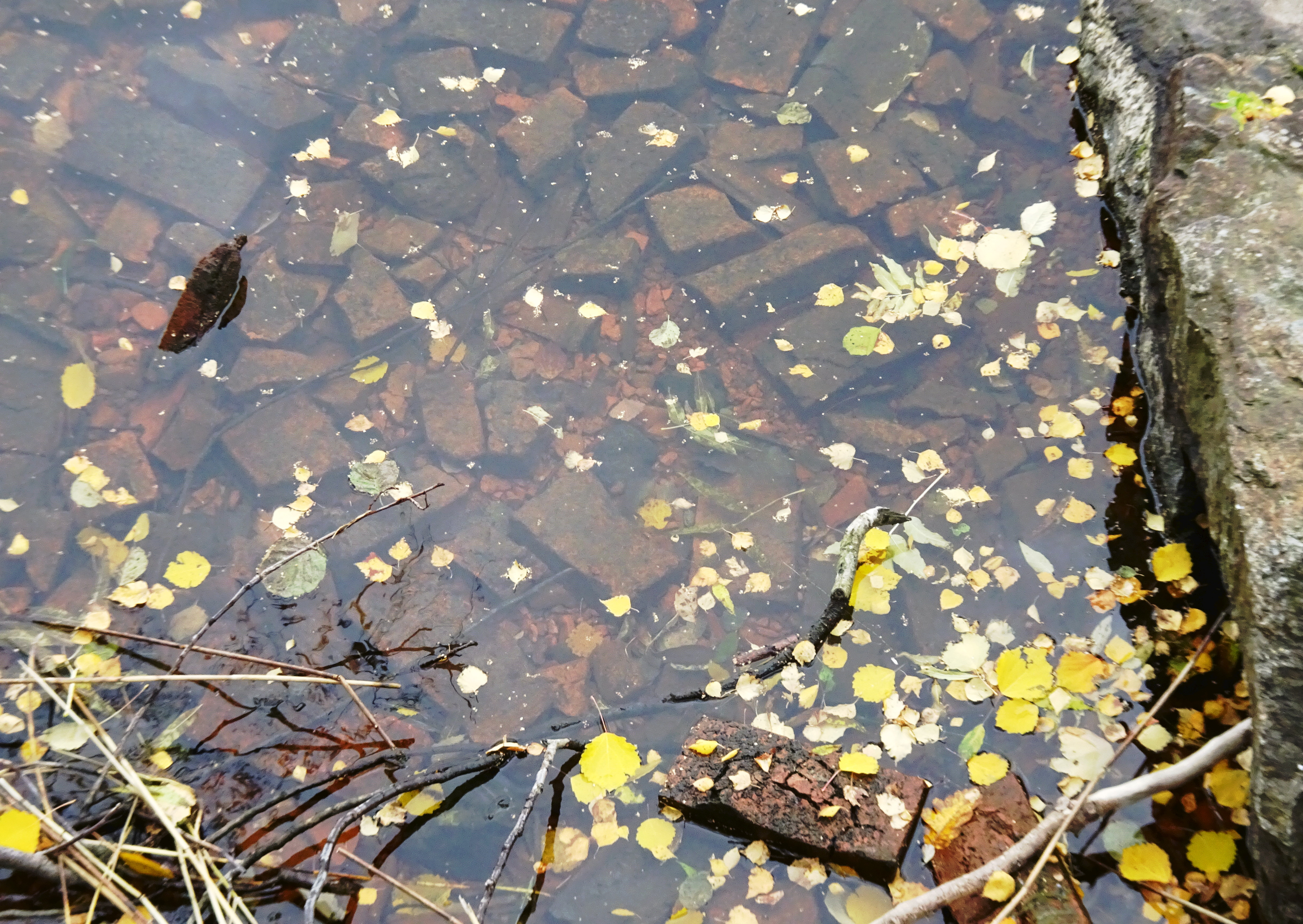
Stora mängder murtegel i vattnet
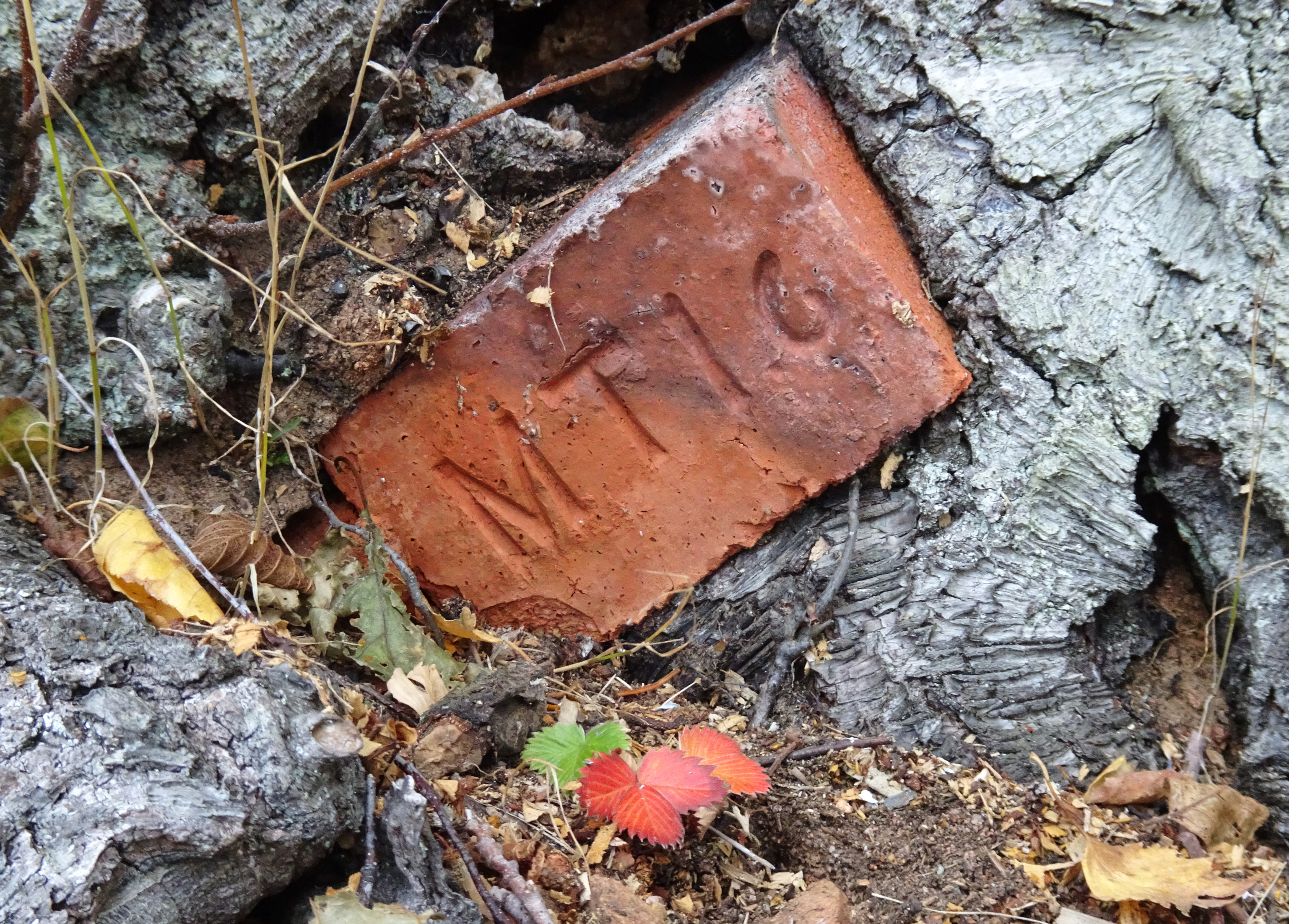
Murtegel märkt "MT 1.6" (Mälardalens Tegelbruk 1.6)
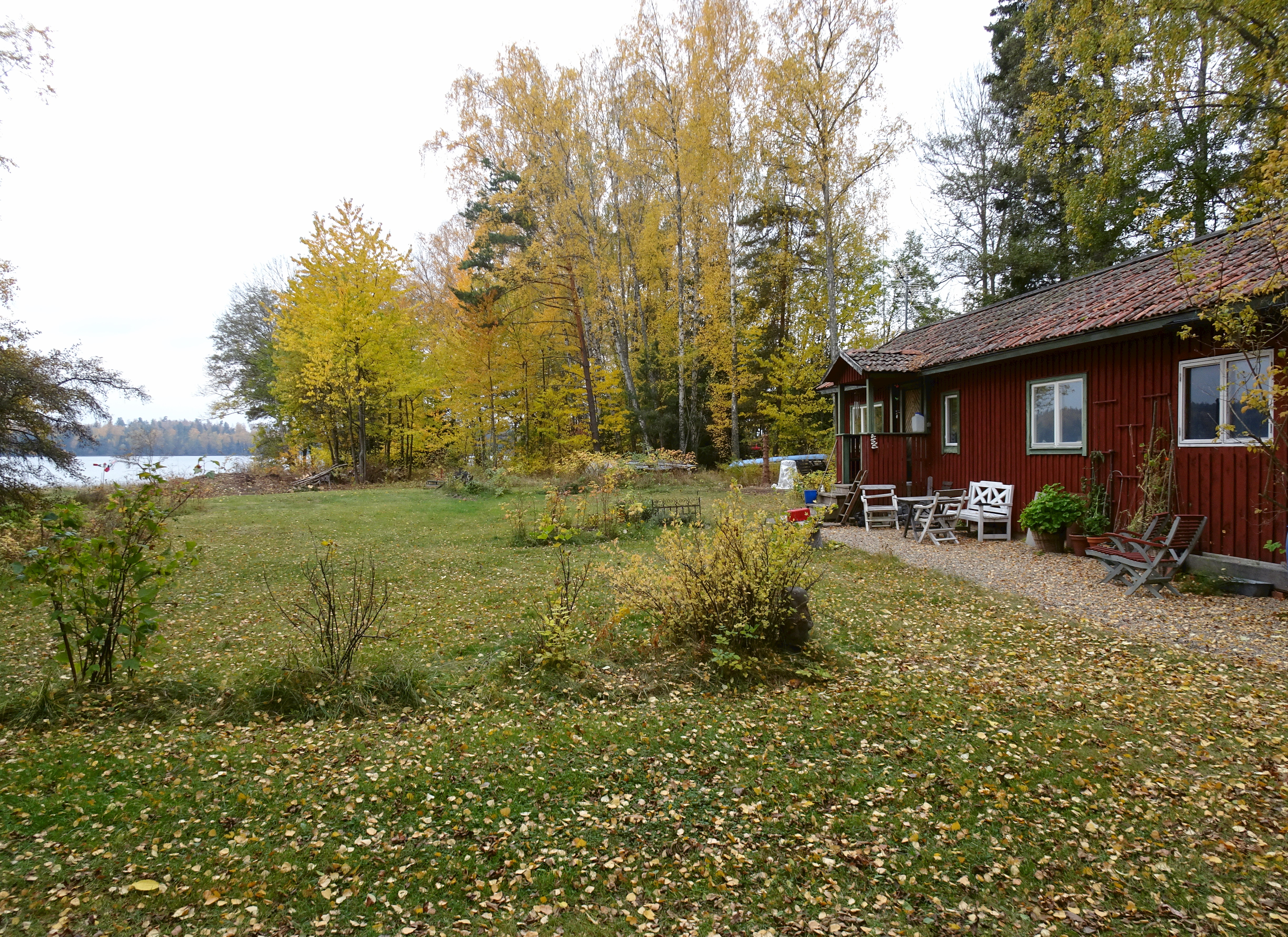
Området idag, fritidshuset står där tidigare torkladan fanns
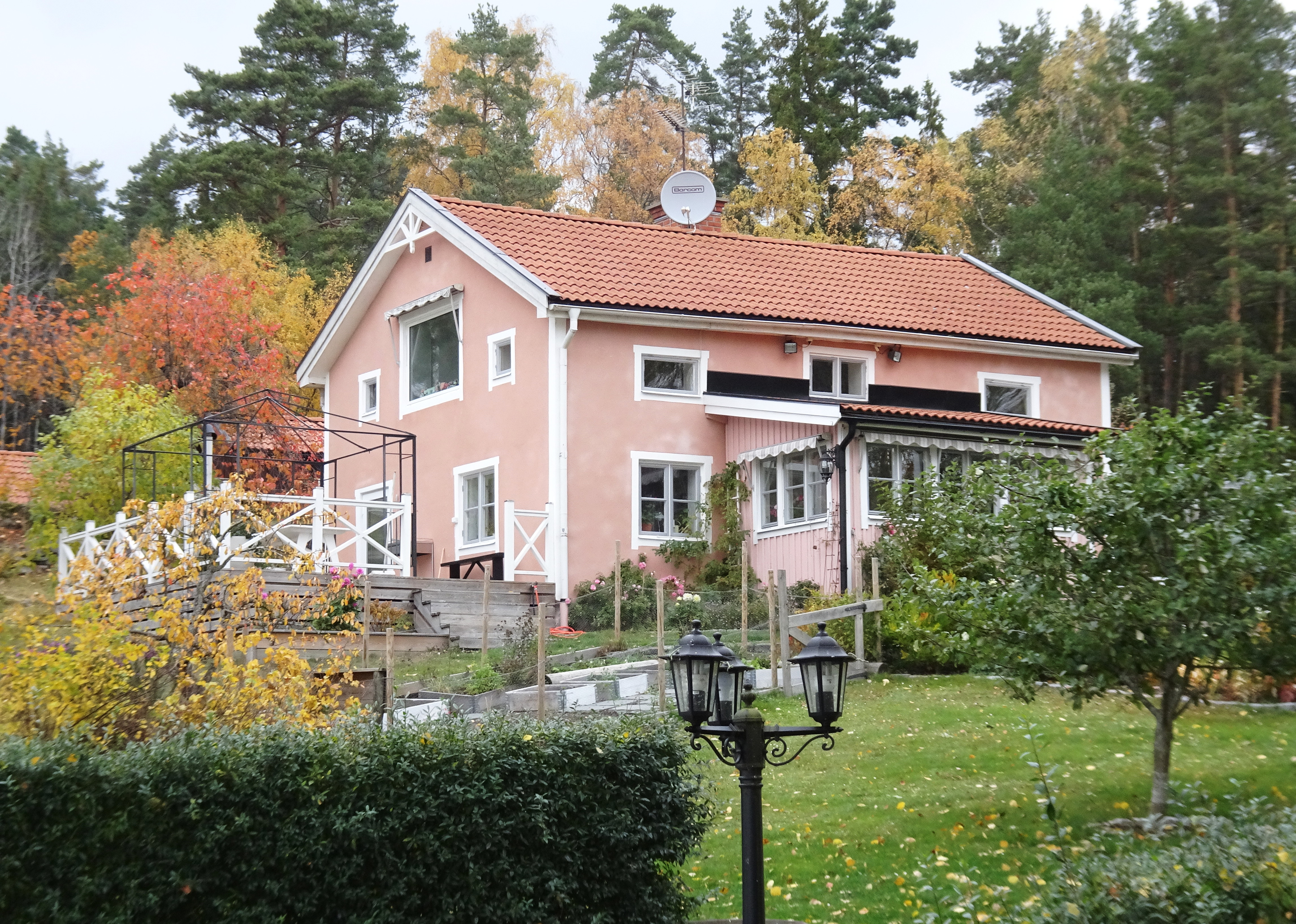
F.d. tegelmästarens bostad